# Teodoro Alcalde
Teodoro Alcalde (Callao, 20 de septiembre de 1913-Lima, 9 de agosto de 1995), conocido como Prisco Alcalde, fue un futbolista peruano que jugaba como defensa y fue parte de la selección de fútbol del Perú en los años 1930. Sus padres fueron Pedro Alejandrino Alcalde Liza y Catalina Millos.

## Trayectoria
Se inició en los juveniles del Sport Boys donde llegó junto a su hermano "Campolo" Alcalde, Raúl Chappell, Segundo Castillo, Carlos Portal, Víctor Marchena, entre otros jugadores. Con este equipo jugó como puntero derecho logrando los títulos de 1935 y 1937. Posteriormente jugó por Alianza Lima, Universitario y Jorge Chávez del Callao finalizando su carrera como zaguero central.

## Selección nacional
Ha sido internacional con la selección de fútbol del Perú en 9 partidos. Debutó con la selección el 6 de agosto de 1936 contra Finlandia en los Juegos Olímpicos que se disputaron ese año en Berlín. En 1938 integró el equipo peruano que logró la medalla de oro de los Juegos Bolivarianos de Bogotá. Luego fue campeón del Campeonato Sudamericano de 1939 donde fue titular en todos los partidos, siendo su última aparición con la selección en el partido final que vencieron por 2-1 a Uruguay.
Falleció el 9 de agosto de 1995 a los 81 años en su casa en el distrito limeño de San Martin de Porres. Estuvo casado con Doña Irma Felicita Marchena.

### Participaciones en Copa América
| Torneo                       | Sede      | Resultado |
| ---------------------------- | --------- | --------- |
| Campeonato Sudamericano 1937 | Argentina | Sexto     |
| Campeonato Sudamericano 1939 | Lima      | Campeón   |

## Clubes

### Como jugador
| Club          | País | Año         |
| ------------- | ---- | ----------- |
| Sport Boys    | Perú | 1930 – 1939 |
| Alianza Lima  | Perú | 1940 – 1942 |
| Sport Boys    | Perú | 1943        |
| Universitario | Perú | 1944        |
| Sport Boys    | Perú | 1945 – 1947 |
| Jorge Chávez  | Perú | 1948        |
| Sport Boys    | Perú | 1950        |

### Como entrenador
| Club       | País | Año         |
| ---------- | ---- | ----------- |
| Sport Boys | Perú | 1946 – 1947 |
| Sport Boys | Perú | 1949        |

## Estadísticas
| Sport Boys · Perú                                                                                    |               |               |     |    |   |     |     |    |
| 1.ª                                                                                                  | 1933          | 9             | 2   | -  | - | 9   | 2   |    |
| 1.ª                                                                                                  | 1934          | 7             | 3   | -  | - | 7   | 3   |    |
| 1.ª                                                                                                  | 1935          | 4             | 3   | -  | - | 4   | 3   |    |
| 1.ª                                                                                                  | 1936          | ?             | ?   | 2  | 1 | 2   | 1   |    |
| 1.ª                                                                                                  | 1937          | 6             | 2   | 1  | 0 | 6   | 2   |    |
| 1.ª                                                                                                  | 1938          | 8             | 1   | -  | - | 8   | 1   |    |
| 1.ª                                                                                                  | 1939          | 13            | 4   | -  | - | 13  | 4   |    |
| 1.ª                                                                                                  | 1943          | 13            | 0   | -  | - | 13  | 0   |    |
| 1.ª                                                                                                  | 1945          | 8             | 0   | -  | - | 8   | 0   |    |
| 1.ª                                                                                                  | 1946          | 19            | 0   | -  | - | 19  | 0   |    |
| 1.ª                                                                                                  | 1947          | 19            | 0   | -  | - | 19  | 0   |    |
| 1.ª                                                                                                  | 1950          | 2             | 1   | -  | - | 2   | 1   |    |
| 1.ª                                                                                                  | Total club    | 110           | 17  | 3  | 1 | 113 | 18  |    |
| Alianza Lima · Perú                                                                                  |               |               |     |    |   |     |     |    |
| 1.ª                                                                                                  | 1940          | 10            | 0   | -  | - | 10  | 0   |    |
| 1.ª                                                                                                  | 1941          | 13            | 2   | -  | - | 13  | 2   |    |
| 1.ª                                                                                                  | 1942          | 8             | 1   | -  | - | 8   | 1   |    |
| 1.ª                                                                                                  | Total club    | 31            | 3   | 0  | 0 | 31  | 3   |    |
| Universitario de Deportes · Perú                                                                     |               |               |     |    |   |     |     |    |
| 1.ª                                                                                                  | 1944          | 7             | 1   | 2  | 0 | 7   | 1   |    |
| 1.ª                                                                                                  | Total club    | 7             | 1   | 2  | 0 | 9   | 1   |    |
| Total carrera                                                                                        | Total carrera | Total carrera | 148 | 21 | 5 | 1   | 162 | 23 |
| (1) Incluye datos del Campeonato de Apertura (1945-1947) (2) No incluye goles en partidos amistosos. |               |               |     |    |   |     |     |    |

## Palmarés

### Campeonatos nacionales
| Título           | Club       | País | Año  |
| ---------------- | ---------- | ---- | ---- |
| Primera División | Sport Boys | Perú | 1935 |
| Primera División | Sport Boys | Perú | 1937 |